# Nova Erechim
Nova Erechim is een gemeente in de Braziliaanse deelstaat Santa Catarina. De gemeente telt 4.381 inwoners (schatting 2009).